# A.J. McLean
Alexander James McLean (West Palm Beach, Florida, 1978. január 9.) az 1993 óta fennálló Backstreet Boys nevű együttes egyik frontembere, amerikai dalszövegíró, énekes, színész.

## Élete
Szülei Denise Fernandez és Robert (Bob) McLean. A. J. West Palm Beach-en született Floridában, négyéves volt, mikor szülei elváltak és édesapja elhagyta a családot. Ezután édesanyjával anyai nagyszüleihez, Ursula és Adolph Fernandezhez költözött Orlando-ba, Floridába. Nyolcévesen kapta első filmszerepét a Truth or Dare?: A Critical Madness c. alkotásban. Később a Nickelodeon Welcome Freshmen és Hi Honey, I'm Home! című sorozataiban kapott kisebb szerepeket.
1993 óta a Backstreet Boys nevű fiúegyüttesben énekel. A 2000-es évek elején McLean kitalált magának egy alteregót Johnny No Name néven, ebbe a szerepbe bújva többször is egyedül lépett fel. Saját állítása szerint az alteregója kicsit őrültebb, mint A.J., a Backstreet Boy, és keményebb stílusú dalokat játszik.
2010. január 20-án McLean szólóalbumot jelentetett meg Have It All címmel. Ugyanezen év januárjában az énekes megkérte barátnője, Rochelle Karidis kezét.

## Fordítás
- Ez a szócikk részben vagy egészben  az   A. J. McLean című angol Wikipédia-szócikk fordításán alapul.  Az eredeti cikk szerkesztőit annak laptörténete sorolja fel. Ez a jelzés csupán a megfogalmazás eredetét és a szerzői jogokat jelzi, nem szolgál a cikkben szereplő információk forrásmegjelöléseként.